# Livsstil

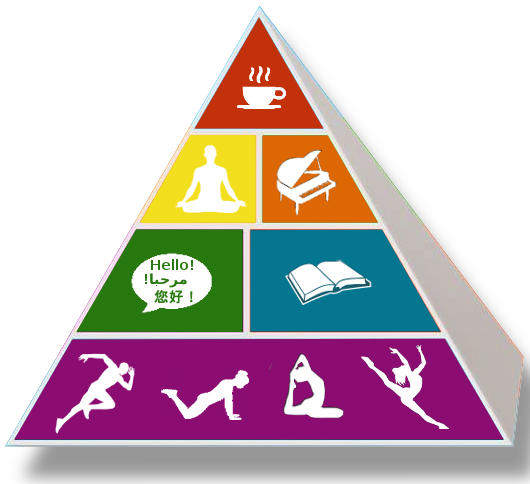
Livsstil är praktiker, värden och livsinnehåll genom vilka den personliga identiteten får ett socialt sammanhang. Till en hälsosam livsstil kan höra tron på brain fitness, att med fysiska och mentala aktiviteter och kost förbättra den mentala kapaciteten.

Livsstil är hur livet levs, och utgörs av en uppsättning attityder, värden, praktiker, preferenser och livsinnehåll som personer väljer själva, men som delas av en grupp. Begreppet kan definieras som människans samling av varor samt anammande av beteenden som bidrar till att skapa den sociala identiteten, exempelvis hur man använder sin tid, eller ens socioekonomiska miljö och aktiviteter.
Ordet myntades av psykologen Alfred Adler 1929, och har använts i dagligt tal från 1960-talet. Adler myntade ordet för en människas vanemässiga samhällsorientering och förhållningssätt i situationer där andra människor ingår. Sådana schematiska förhållningssätt kunde av Adler klassificeras som exempelvis offensiva–defensiva. En efterföljare till Adler, Frederick C. Thorne, ställde på 1970-talet upp en typologi för människors livsstil, där 10 typiska livsstilar (eskapism, individualism, konformism, etc) ställdes i relation till 20 behov (att uppnå målsättningar, anknyta, dominera, etc).
Livsstil är ett ofta använt ord, men i akademiska sammanhang – där det förvisso också används – saknas ofta vetenskapliga definitioner av det. Betydelsen är vanligen underförstådd och dess avgränsningar flytande.

## Avgränsningar

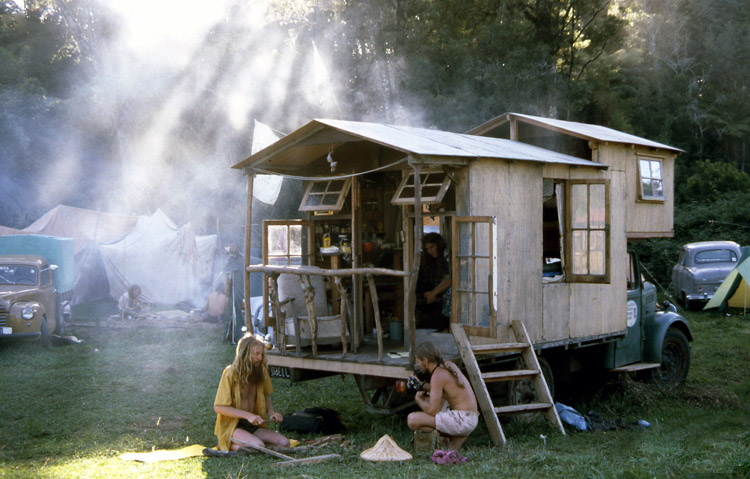
Ett slags alternativ livsstil, (Nambassafestivalen, Nya Zeeland 1981)

Livsstilsbegreppet hänger nära samman med termer som livsföring, levnadssätt och livsform, men livsstil är något självvalt eller möjligt att välja, medan livsformen är given av exempelvis hälsa eller ålder. Livsstilen är identitetsskapande. Man kan sålunda tala om exempelvis urban respektive agrar livsstil, eller hälsosam respektive stillasittande livsstil. Under 1980-talet ansågs yuppie vara en livsstil. Till livsstil kan då också höra synliga tecken på vilken livsstil personen har, exempelvis i form av kroppsmodifikationer (vanligen piercing, tatueringar, och scarification), såsom ett uttryck för en urban livsstil, sadomasochistisk livsstil, eller för att markera grupptillhörighet med kriminella nätverk. Alternativ livsstil ställs ofta mot den urbana (moderna) livsstilen.
Livsstil kan sättas i relation till kultur, då kulturen är (historiskt) given och kollektiv och hänger samman med den sociala identiteten, medan livsstilen mera är individuell och hänger samman med den personliga identiteten. Massmedia och globalisering ökar mängden möjliga livsstilar, och har möjligheten att fjärma människor från deras lokala kulturtraditioner. Genom massmediala spridningar av alternativa livsstilar, har de lokala kulturtraditionerna uppblandats med globala kulturinfluenser.
Det råder ingen samsyn om hur livsstilen hänger samman med samhällsklass. Bourdieus åsikt är att livsstilen speglar personens samhällsklass, eftersom den speglar personens konsumtionsvanor. En annan hållning är att livsstilen hänger samman med samhällsklassen, genom att den utgörs av matvanor. En tredje utgångspunkt är att allt eftersom masskonsumtionen försvinner, fjärmas livsstilen från begreppet samhällsklass. Ytterligare en teori är att livsstilar har uppstått i samband med att samhällsklassernas kulturella särdrag bleknat till följd av modernitetens ökade antal klassresor, och att livsstilar ska betraktas som en "hypersegmentation" (det vill säga ett övermått av undergrupper) av ett västerländskt samhälle som blir allt mera fragmentiserat. Livsstilen ska då förstås som en ersättning av den sociala identiteten som samhällsklasser erbjuder, och vilken i stället ger individen möjligheten att skapa berättelsen om sig själv och sin personliga identitet.

## Konsumism och habitus
En livsstil definieras inom sociologin vanligen som ett leverne som är identitetsskapande och ofta som grundad på konsumtion, medan det från psykologin betraktas utifrån kännetecken som personerna lärt av sin uppväxtmiljö (föräldrahemmet och samhällsgruppen) och som har avsevärd betydelse för deras mellanmänskliga relationer. Den konsumistiskt inriktade synen antar att människors konsumtion är en symbolisk representation av det sociala kollektiv som personen befinner sig i (eller identifierar sig med).
Människors livsstilar har under moderniteten tenderat att fjärma sig från begreppet subkultur och bli mer individualistiska; i vilket fall handlar livsstil om individens förhållande till samhället. Personers livsstil har också tenderat att mera ha karaktären av personligt val. Fastän konsumism har varit en dominerande teori om vad som grundar livsstil, har livsstil sedan Anthony Giddens kommit att mera definieras som en persons integrerade uppsättningar praktiker som skapar berättelsen om självidentiteten.
Det antas att den livsstil en människa har i det moderna samhället, har människan själv valt av flera andra möjliga. I en sådan livsstil ingår kluster av beteenden, vanor och orienteringar, som Giddens anser ger människan en känsla av ontologisk trygghet. Det ligger nära vad Pierre Bordieu kallade habitus.

## Livsstil och värden

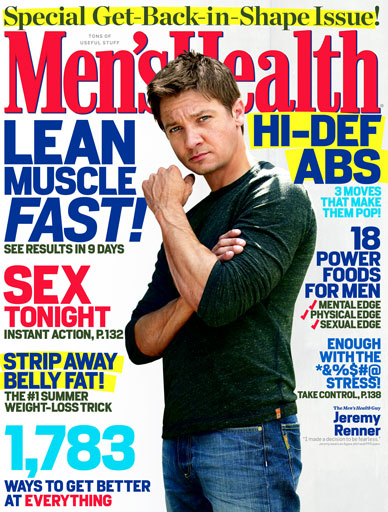
Men's Health, som utges av Rodale Press, är ett internationellt livsstilsmagasin för män.

Livsstilsprogram på TV kan handla om matlagning, trädgårdsskötsel, andra vardagsfärdigheter, fritidsaktiviteter och levnadskonster. De första livsstilsprogrammen på brittisk TV uppkom på 1990-talet. Livsstilsprogrammen, som kan sägas vara en undergenre till reality, går ofta ut på att tittarna får följa en förändring, av utseendet, garderoben, eller hemmet. Uppkomsten av livsstilsprogram tillskrevs först feminisationen av TV, men har också beskrivits som en del av en demokratiseringsprocess, där var och en genom public service får ta del av och delta i det offentliga utbudet. Därmed sker också en uppluckring av det privata, fritiden, och det offentliga, med en utökad offentlig sfär som följd. När privatpersonen förbättrar, förändrar, gör skillnad, så är det till gagn för nationen. Mot bakgrund av Bourdieus uppfattning, kan livsstilsprogrammen sägas förmedla stil; Bourdieus mening var att människan inte var fri att göra stilistiska val, utan att människan placerades i givna sociala strukturer vars principer av individen själv omedvetet uttrycks i dennes vanor. Livsstilsmagasin för män, exempelvis, har anklagats för att driva en biopolitik mot maskuliniteten och den manliga kroppen.
Livsstils-TV har menats sprida en konsumeristisk livsstil med kapitalistiska värden, samt för att i namn av demokratisering av välmågan låta företag kapitalisera på livsstilskonceptet genom att skapa en efterfrågan på sina varor, något som också kallas politisk konsumerism. Konsumtionslivsstil kan kontrasteras mot politisk livsstil, det vill säga deltagande i civilsamhället, och hänger sålunda samman med de värden människan har och ger uttryck åt. Allt sedan Max Webers Politik als Beruf (1918) har en åtskillnad gjorts mellan dem som lever för politik och dem som lever av politik, detta mot bakgrund av massrörelserna under hans samtid. Politiska livsstilar efter dess innefattar den feministiska vågen under 1960-talet, 1980-talets "goda girighet", miljömedveten, "grön" livsstil, kosmopolitisk livsstil, bohem och artistisk livsstil, och anarkistisk livsstil.
I ungefär samma anda kan livsstilen (delvis) definieras utifrån personens förhållningssätt till normer och regler. Så talas om livsstilskriminalitet, vilket ungefär är detsamma som antisocial personlighetsstörning (psykopati) betraktad från en annan synvinkel. Livsstilskriminalitet kännetecknas av ett leverne som präglas av oansvarighet, brytande av sociala normer, och opålitlighet i mellanmänskliga relationer.
Redan tidigt i kristendomens historia kom vissa livsstilar att betraktas som mer religiösa än andra. I den östra kristenheten uppkom eremitisk livsstil och klosterväsendet, varav det senare spreds till den västliga kristenheten i ett tidigt skede. Den kristna livsstilen vid kloster har alltsedan Augustinus sagts vara både aktiv (i kristna gärningar) och kontemplativ.  I fiktiv form kontrasterades klosterväsendets livsstil av François Rabelais i Den store Gargantuas förskräckliga leverne,  visar Giorgio Agamben i The Highest Poverty, där levernet i det påhittade klostret Thélème frikopplas från allt vad regler heter, men till den grad att regellösheten själv blir en regel, och klosterlivet därmed upplöser sig själv. Förekomsten av regler i ett sätt att leva kan också sägas känneteckna levnadsform i stället för livsstil. Så talas om forma vitæ och forma vivendi i de kristna klosterväsendenas framväxt  under medeltiden. De specifika livsformerna i klostren nedtecknades i regula, som stipulerade fattigdom, lydnad, och kyskhet, ålade en cenobitisk livsföring (i gemenskap), bestämde aktiviteterna under dygnets timmar (jämför tidegärd), och reglerade medlemmarnas förhållande till omvärlden. De yttre tecknen på tillhörighet i ett kloster, de symbolladdade kläderna, skildes tidigt från klosterlivets habitus.
I den islamiska världen har frågan om huruvida en modern livsstil är möjlig att förena med en islamisk livsstil väckts. Källan till den islamiska livsstilen är Koranen, oavsett djupet i religiositeten. Medan den islamiska livsstilen (liksom den kristna)  grundar sig på en livsfilosofi snarare än på materialism, är den moderna livsstilen orienterad mot tekniska landvinningar, och dekorativa utsmyckningar av vardagen. I synnerhet den moderna familjen har granskats med avseende på religiöst liv, och frågor ställts angående den moderna livsstilens friheter och individualism i ljuset av den religiösa föreställningen om kärnfamiljen som samhällets fundament.